# Emilia Fox
Emilia Rose Elizabeth Fox (Londres, 31 de julho de 1974) é uma atriz britânica nascida na Inglaterra.
Emilia é filha dos atores Edward Fox e Joanna David. Ela fala francês e alemão, e é especialista em artes marciais [carece de fontes?]. Além disso, toca violoncelo e piano [carece de fontes?].

## Filmografia parcial
- 2009 - Merlin (série de TV)… Morgause
- 2009 – Dorian Gray.... Lady Victoria Wotton
- 2008 – Consuming Passion (série de TV).... Kirstie
- 2007 - Ballet Shoes.... Sylvia Brown
- 2006 – Cashback.... Sharon Pintey
- 2005 - Elizabeth I: A Rainha Virgem .... Amy, Lady Dudley
- 2005 – Keeping Mum (Uma Família dos Diabos).... Rosie Jones
- 2005 – La tigre e la neve (O Tigre e a Neve).... Nancy Browning
- 2004 – Things to Do Before You’re 30.... Kate Taylor
- 2003 - Henry VIII.... Joana Seymour
- 2003 – The Republic of Love (República do Amor).... Fay
- 2003 – Three Blind Mice (Às Cegas).... Claire Bligh
- 2003 – Helen of Troy (Helena de Tróia).... Cassandra, Princesa de Tróia
- 2002 – Prendimi l'anima (Jornada da Alma).... Sabina Spielrein
- 2002 – The Pianist (O Pianista).... Dorota
- 2000 – Randall and Hopkirk (deceased) (Randall e Hopkirk (falecidos)) (série de TV).... Jeannie Hurst
- 1997 – Rebecca.... a segunda esposa de Winter
- 1995 – Pride and Prejudice (Orgulho e preconceito) (série de TV).... Georgiana Darcy